# Saint-Thibault (Oise)
Saint-Thibault és un municipi francès, situat al departament de l'Oise i a la regió dels Alts de França. L'any 2007 tenia 252 habitants.

## Demografia

### Població
El 2007 la població de fet de Saint-Thibault era de 252 persones. Hi havia 90 famílies de les quals 20 eren unipersonals (4 homes vivint sols i 16 dones vivint soles), 31 parelles sense fills, 31 parelles amb fills i 8 famílies monoparentals amb fills.
La població ha evolucionat segons el següent gràfic:
Habitants censats

### Habitatges
El 2007 hi havia 116 habitatges, 90 eren l'habitatge principal de la família, 17 eren segones residències i 9 estaven desocupats. Tots els 115 habitatges eren cases. Dels 90 habitatges principals, 70 estaven ocupats pels seus propietaris, 13 estaven llogats i ocupats pels llogaters i 7 estaven cedits a títol gratuït; 2 tenien una cambra, 1 en tenia dues, 11 en tenien tres, 18 en tenien quatre i 58 en tenien cinc o més. 75 habitatges disposaven pel capbaix d'una plaça de pàrquing. A 43 habitatges hi havia un automòbil i a 32 n'hi havia dos o més.

### Piràmide de població
La piràmide de població per edats i sexe el 2009 era:
| Homes | Edats   | Dones |
| ----- | ------- | ----- |
| 0     | 95 o +  | 0     |
| 0     | 90 a 94 | 0     |
| 0     | 85 a 89 | 0     |
| 0     | 80 a 84 | 0     |
| 4     | 75 a 79 | 0     |
| 4     | 70 a 74 | 8     |
| 0     | 65 a 69 | 0     |
| 12    | 60 a 64 | 8     |
| 4     | 55 a 59 | 16    |
| 0     | 50 a 54 | 4     |
| 20    | 45 a 49 | 4     |
| 0     | 40 a 44 | 4     |
| 12    | 35 a 39 | 8     |
| 8     | 30 a 34 | 4     |
| 0     | 25 a 29 | 4     |
| 4     | 20 a 24 | 8     |
| 4     | 15 a 19 | 8     |
| 8     | 10 a 14 | 8     |
| 8     | 5 a 9   | 8     |
| 4     | 0 a 4   | 8     |

## Economia
El 2007 la població en edat de treballar era de 150 persones, 95 eren actives i 55 eren inactives. De les 95 persones actives 86 estaven ocupades (54 homes i 32 dones) i 10 estaven aturades (4 homes i 6 dones). De les 55 persones inactives 15 estaven jubilades, 14 estaven estudiant i 26 estaven classificades com a «altres inactius».

### Ingressos
El 2009 a Saint-Thibault hi havia 95 unitats fiscals que integraven 274 persones, la mediana anual d'ingressos fiscals per persona era de 14.658 €.

### Activitats econòmiques
Els 2 establiments que hi havia el 2007 eren d'empreses de construcció.
Dels 2 establiments de servei als particulars que hi havia el 2009, 1 era un guixaire pintor i 1 lampisteria.
L'any 2000 a Saint-Thibault hi havia 12 explotacions agrícoles.

## Equipaments sanitaris i escolars
El 2009 hi havia una escola elemental integrada dins d'un grup escolar amb les comunes properes formant una escola dispersa.

## Poblacions més properes
El següent diagrama mostra les poblacions més properes.